# سين وين
سين وين (بالبورمية: စိန်လွင်)‏ (و. 1923 – 2004 م) هو سياسي، وعسكري محترف من بورما .